# موريس شروتر
موريس شروتر (بالألمانية: Morris Schröter) هو لاعب كرة قدم ألماني، ولد في 20 أغسطس 1995 في ألمانيا. لعب مع نادي ماغديبورغ.

## وصلات خارجية
- موريس شروتر على موقع قاعدة بيانات كرة القدم.إي يو (الإنجليزية)
- موريس شروتر على موقع Soccerway.com (الإنجليزية)
- موريس شروتر على موقع عالم كرة القدم.نت (الإنجليزية)